# Gustav Schreck
Gustav Ernst Schreck, född 8 september 1849 i Zeulenroda, död 22 januari 1918 i Leipzig, var en tysk tonsättare.
Schreck studerade vid Leipzigs konservatorium. Han var 1871–1874 musiklärare vid tyska gymnasiet i Viborg i Finland, blev 1887 lärare i teori vid Leipzigkonservatoriet och 1892 kantor vid Thomasskolan samt fick 1898 professors titel och blev 1909 filosofie hedersdoktor i Leipzig. Schreck var en ansedd vokalkompositör som skrev König Fjalar och andra körverk, ett oratorium, andliga och världsliga sånger för blandad kör, manskörer, kantat vid Leipziguniversitetets 500-årsjubileum (1909), orgel- och pianoverk samt musik för blåsinstrument. Han var utgivare av skriften "Ausgewählte Gesänge des Thomanerchors".